# Sulmierzyce (Łódź)
Sulmierzyce è un comune rurale polacco del distretto di Pajęczno, nel voivodato di Łódź.
Ricopre una superficie di 82,72 km² e nel 2004 contava 4 811 abitanti.